# Georgs Kabuls
Georgs Nikolajs Kabuls (Riga, 28 aprile 1910 – ...) è stato un calciatore e hockeista su ghiaccio lettone, di ruolo portiere.

## Carriera da calciatore

### Club
Nel periodo in cui ha giocato in nazionale militava nell'Union Riga.

### Nazionale
Il suo unico incontro in nazionale risale al 15 settembre 1929 nell'incontro amichevole contro la Finlandia.

## Carriera da hockeista
Anche nell'hockey sul ghiaccio ha militato nell'Union Riga.

## Statistiche

### Cronologia presenze e reti in Nazionale
| Cronologia completa delle presenze e delle reti in nazionale ― Lettonia | Cronologia completa delle presenze e delle reti in nazionale ― Lettonia | Cronologia completa delle presenze e delle reti in nazionale ― Lettonia | Cronologia completa delle presenze e delle reti in nazionale ― Lettonia | Cronologia completa delle presenze e delle reti in nazionale ― Lettonia | Cronologia completa delle presenze e delle reti in nazionale ― Lettonia | Cronologia completa delle presenze e delle reti in nazionale ― Lettonia | Cronologia completa delle presenze e delle reti in nazionale ― Lettonia |
| Data                                                                    | Città                                                                   | In casa                                                                 | Risultato                                                               | Ospiti                                                                  | Competizione                                                            | Reti                                                                    | Note                                                                    |
| ----------------------------------------------------------------------- | ----------------------------------------------------------------------- | ----------------------------------------------------------------------- | ----------------------------------------------------------------------- | ----------------------------------------------------------------------- | ----------------------------------------------------------------------- | ----------------------------------------------------------------------- | ----------------------------------------------------------------------- |
| 21-8-1935                                                               | Tallinn                                                                 | Finlandia                                                               | 3 – 1                                                                   | Lituania                                                                | Amichevole                                                              | -3                                                                      |                                                                         |
| Totale                                                                  |                                                                         | Presenze                                                                | 1                                                                       |                                                                         | Reti                                                                    | 0                                                                       |                                                                         |